# Victoria (Oriental Mindoro)
Victoria is een gemeente in de Filipijnse provincie Oriental Mindoro op het eiland Mindoro. Bij de laatste census in 2007 had de gemeente bijna 45 duizend inwoners.

## Geografie

### Bestuurlijke indeling
Victoria is onderverdeeld in de volgende 32 barangays:
| - Alcate - Antonino - Babangonan - Bagong Silang - Bagong Buhay - Bambanin - Bethel - Canaan - Concepcion - Duongan - Loyal | - Mabini - Macatoc - Malabo - Merit - Ordovilla - Pakyas - Poblacion I - Poblacion II - Poblacion III - Poblacion IV - Sampaguita | - San Antonio - San Cristobal - San Gabriel - San Gelacio - San Isidro - Jose Leido Jr. - San Juan - San Narciso - Urdaneta - Villa Cerveza |

## Demografie
Victoria had bij de census van 2007 een inwoneraantal van 44.932 mensen. Dit zijn 2.059 mensen (4,8%) meer dan bij de vorige census van 2000. De gemiddelde jaarlijkse groei komt daarmee uit op 0,65%, hetgeen lager is dan het landelijk jaarlijks gemiddelde over deze periode (2,04%). Vergeleken met de census van 1995 is het aantal mensen met 9.104 (25,4%) toegenomen.

De bevolkingsdichtheid van Victoria was ten tijde van de laatste census, met 44.932 inwoners op 146,23 km², 307,3 mensen per km².